# Тангуты (монголы)
Тангу́ты (монг. тангуд, тангад?, ᠲᠠᠩᠭᠤᠳ?) — один из старинных монгольских родов. Потомки средневековых тангутов. Тангуты входили в состав семи северных отоков Халхи, составивших первоначальное ядро современных халха-монголов. В настоящее время проживают на территории Монголии, Китая во Внутренней Монголии и провинции Ганьсу, а также в России в Республике Бурятия.

## История

Средневековые тангуты

В 982 году тангуты создали в северном Китае государство Си Ся. Большая часть населения исповедовала буддизм. В 1227 году государство тангутов пало под ударами войск Чингисхана. К XVI веку тангуты были ассимилированы китайцами, монголами и тибетцами.
Первые определённые сведения о языке и цивилизации тангутов получил П. К. Козлов, исследовавший руины мёртвого тангутского города Хара-Хото во время Монголо-Сычуаньской экспедиции (1907—1909). Среди его находок — до 10 тысяч текстов на тангутском языке, большей частью буддийского содержания. Обнаруженные Козловым рукописи и ксилографы хранятся в петербургском Институте восточных рукописей РАН, предметы материальной культуры в Государственном Эрмитаже.
Наименование тангуты закрепилось в монгольском языке для тибетцев Северо-восточного Тибета (провинция Цинхай), сами себя они называют амдова. Таким образом, исчезновение значительной части тангутского народа связано с растворением его в общей массе родственных тибетоязычных племен. В русской литературе до 1930-х гг. наименование тангуты также употреблялось применительно к тибетцам-скотоводам провинции Цинхай.

### Тангуты в составе Монгольского государства
В Монголии тангутами управляли преемники Чингисхана, в XV веке они вошли в состав халхаского тумена Восточной Монголии. С середины XVI века они вошли в состав семи северных хошунов Халхи, перейдя тем самым в управление шестого сына Гэрэсэндзэ-хунтайджи — Далдан Хөндлөн и его потомков. В то время тангуты селились по Хангайским горам. В 1662 году Бинт-нойон из рода Далдана со своими подданными откочевали во Внутреннюю Монголию, где цинские власти отдали их восточно-тумэтскому хошуну Зостинского сейма. Так во Внутренней Монголии появился один хошун с халхаским названием тангуд. Несмотря на то, что большая часть тангутов ушла из монгольских земель, какая-то часть еще осталась среди халхов. Именно они рассеялись по разным хошунам Халхи и стали называться тангут. Надо также заметить, что еще до своего ухода во Внутреннюю Монголию тангуты стали жить вместе с другими монголами в Ордосе и некоторых других территориях Халхи.

## Современность
В современной Монголии тангуты зарегистрированы в сомонах Хөхморьт, Баян-Уул, Дарви, Тонхил, Бугат, Алтай, Цээл, Цогт, Дэлгэр Архангайского аймака; сомонах Тариат, Хангай Гоби-Алтайского аймака; сомонах Баянзүрх, Галт, Шинэ-Идэр, Жаргалан Хубсугульского аймака; сомонах Их-Уул, Нөмрөг, Тэлмэн, Отгон, Шилүүстэй, Цагаанхайрхан, Булнай Завханского аймака; сомонах Матад и Баян-Уул Восточного аймака; сомоне Эрдэнэцаган Сүхбаатарского аймака; сомонах Батширээт, Биндэр, Баян-Адарга, Гурванбуян (Хурх), Галшар, Батноров Хэнтэйского аймака.
Тангуты в составе монголов. Род тангут (тангуд) присутствует в составе халха-монголов, хотогойтов, закаменских бурят, узумчинов, ордосцев, уратов. В составе хори-бурятского рода харгана есть хухур (подрод) тангут (тангуд). В состав дариганга входит род тангач. В Монголии на территории сомона Халхгол Восточного аймака зарегистрированы представители рода туухай кости тангуд. Во Внутренней Монголии в составе южных монголов проживают носители следующих родовых имен: тангнуд, танггуд, танггучуд. В состав шира-югуров входит род мнэг, представители которого считаются потомками тангутов.
Хашинуты. Тангутское происхождение также имеет современный монгольский род хашнууд (хашинууд). Тангутское государство Ся именовалось у монголов хашин. За период с 1205 по 1226 гг. они часто подвергались нападениям со стороны монголов, которые, разгромив его в последний раз, не только добились значительных военных трофеев, но и привели часть населения на монгольские земли. Переведенных из тангутского государства стали нарекать хашин иргэн (гражданами хашин), что со временем превратилось в этническое наименование хашинууд. Представители рода хашнууд (хашинууд) ныне проживают в сомонах Даланжаргалан, Айраг Восточно-Гобийского аймака и сомоне Булган Восточного аймака Монголии.
Среди этнических групп бурят отмечены роды: хачинуд (хаченуд) среди селенгинских бурят, в частности среди сартулов (род хаченуд (хачинууд, хачиитан)), табангутов (род хаченуд (хачинууд)) и булагатов (хаченут в составе рода бабай-хурамша); хачин (хашин) среди хамниган; хашенуд (хашнууд, хашинууд) среди баргутов.
Родовые фамилии. Общая численность носителей родовых фамилий Тангад, Тангуд, Тангууд, Хашнууд, Тангадууд, Хашин, Хашид, Тангат, Тангуут в Монголии составляет около 7 тысяч человек.